# Nikola Špirić
Nikola Špirić (født 4. september 1956) er en bosnisk-serbisk politiker som er formand for ministerrådet i Bosnien-Hercegovina som han valgt til den 4. januar 2007.
Den 1. november 2007 fik han sin afsked som formand for ministerrådet ,men blev genansat den 10. december 2007, hvilket blev bekræftet af af formandskabet den 27. december 2007 og af Europa-Parlamentet den 28. december 2007.